# Schrödersche Badeanstalt in der Ihme

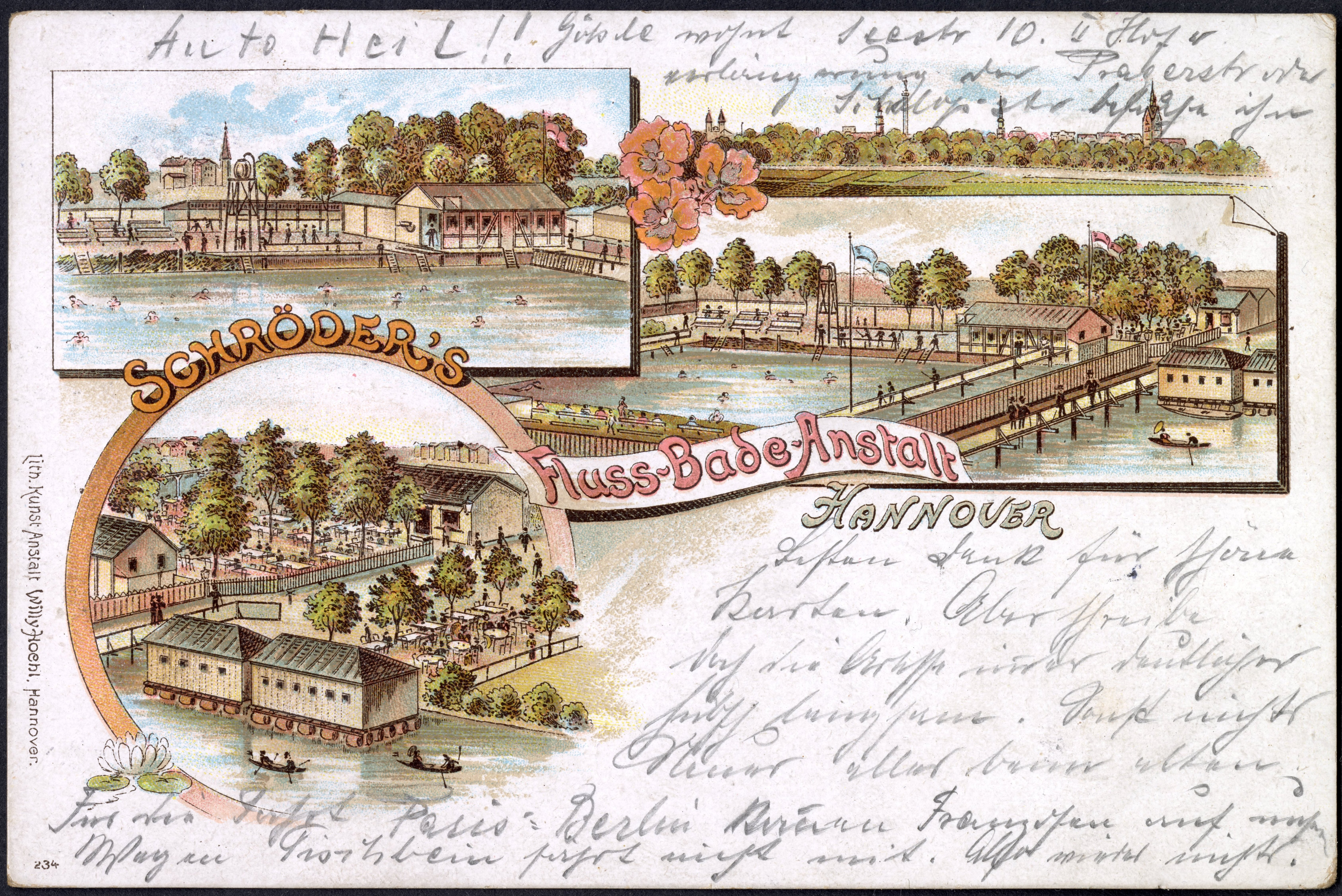
Um 1898: Drei Ansichten von „Schröder's Fluss-Bade-Anstalt Hannover“ vor einer Vedute der Stadt;
Vielfarbig lithografierte Mehrbildkarte Nummer 234 der „Lith. Kunst-Anstalt Willy Hoehl“, mit handschriftlichen Grüßen aus der Seestraße 10

Schröder’s Flußbadeanstalt war eines von mehreren schon im 19. Jahrhundert betriebenen Flussschwimmbädern in Hannover. Im Adressbuch der Stadt Hannover von 1900 wurde die nach ihrem Besitzer Schröder bezeichnete Anlage in der Ihme – nicht zu verwechseln mit den beiden ähnlichnamigen, nach Schrader benannten Badeanstalten in der Leine hinter dem Hauptstaatsarchiv an der Brückmühle und derjenigen in der Ohestraße 3F – als „Schwimmschule mit Zellenbädern und Schwimmbad für Herren“ unter der Anschrift Auestraße 2A verzeichnet. Die Straße selbst, heute im hannoverschen Stadtteil Linden-Süd gelegen, bezeichnete schon vor dem Jahr 1800 den Weg in die Lindener Ohe oder Lindener Aue „nach der Niederung an der Ihme“.
Anfang des 19. Jahrhunderts warnte der königlich hannoversche Hofrat und Historiker Burchard Christian von Spilcker vor der Gefährlichkeit der Badeplätze zwischen dem Schnellen Graben und der Ihmebrücke, insbesondere vor Löchern und Wirbeln im teils reißenden Strom sowie den im Wasser teils nicht zu erkennenden Gegenständen. Aufgrund der zahlreichen im Wasser Verunglückten hatte die hannoversche Polizei seinerzeit alljährlich einige als sicher befundene Badeplätze mit Holzpfählen markieren lassen.

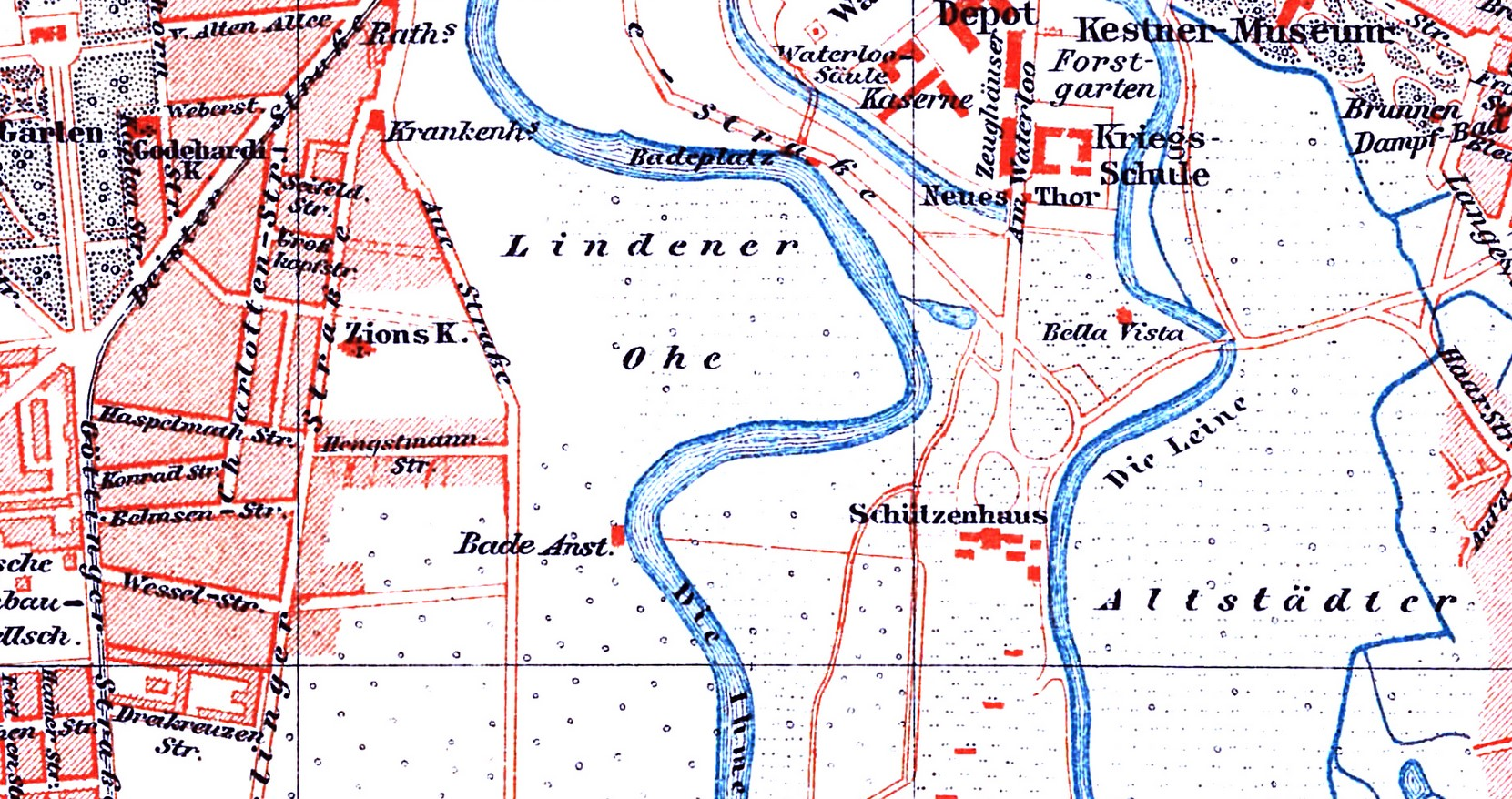
Um 1895: Die in der Lindener Ohe an der Ihme in Höhe des alten Schützenhauses gelegene und als „Bade Anst.“ bezeichnete Schwimmeinrichtung;
hannoverscher Stadtplan (Ausschnitt) aus Meyers Konversations-Lexikon, 5. Auflage, Band 8

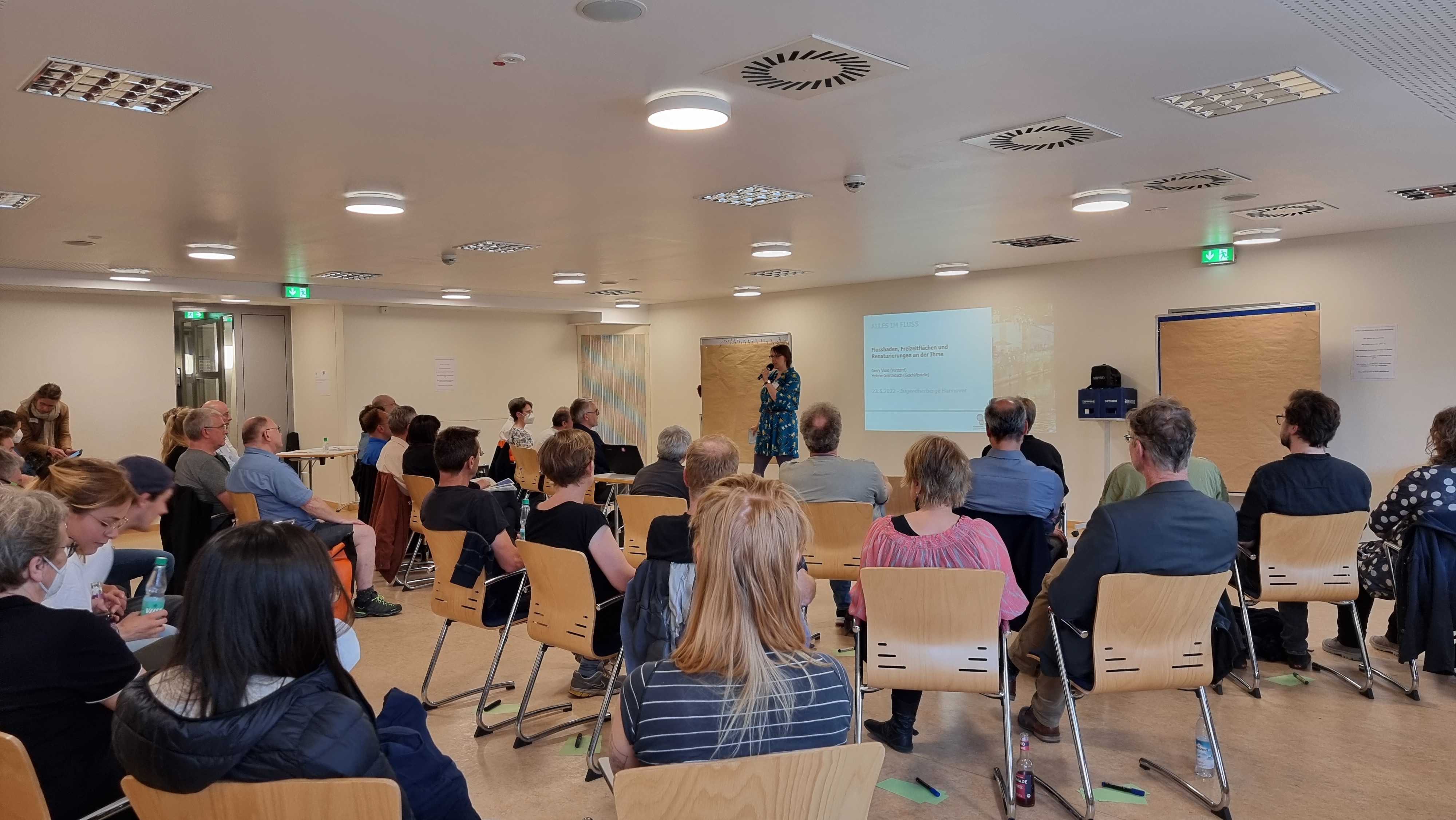
Veranstaltung zu Flussbaden, Freizeitflächen und Renaturierungen an der Ihme durch das Bürgerbüro Stadtentwicklung Hannover;
im Mai 2022 in der Jugendherberge Hannover

Der Schriftsteller Moritz Jahn, der seine Kindheit in den 1890er Jahren in der damaligen Industriestadt Linden vor Hannover verbrachte, schilderte in seinen Jugenderinnerungen von seinen zahlreichen „Kämpfen“ mit den Lindener Buttjern gegen die hannoverschen Kosaken und der anschließend oftmals „willkommenen Abkühlung“ der Lindener Jungen in Schröders Badeanstalt.
Der Besuch der Anfang des 20. Jahrhunderts in Reiseführern auch als Schröders Anstalt bezeichneten Einrichtung war regelmäßig in den Sommermonaten zwischen Mitte Mai bis Mitte September möglich.
Spätestens Mitte der 1920er Jahre war die Hausnummer von Schröders Flussbadeanstalt auf Auestraße 44 gewechselt worden.
Kurz bevor zur Zeit des Nationalsozialismus der heutige Schützenplatz angelegt und dafür zugleich ein Teil des Ihme-Verlaufs „reguliert“ wurde, schuf der Maler Gustav Macke im Jahr 1936 ein Ölgemälde, auf der die an einer hölzernen Brücke gelegene Einrichtung zu sehen ist mit der Marktkirche und der Waterloosäule im Hintergrund. Die mit mehreren Knaben belebte Szene zeigt unter anderem einen in weiß gekleideten Bademeister, der einen an einer langen Stange und einem Seil um den Bauch an der Wasseroberfläche gehaltenen Herren beim Schwimmen-Lernen hilft. Das als Schrödersche Badeanstalt in der Ihme bezeichnete Ölbild gelangte später in den Besitz des Historischen Museums Hannover.